# Cerkiew św. Jana Teologa w Pawłach
Cerkiew pod wezwaniem św. Jana Teologa – prawosławna cerkiew cmentarna w Pawłach. Należy do parafii Świętych Kosmy i Damiana w Rybołach, w dekanacie Bielsk Podlaski diecezji warszawsko-bielskiej Polskiego Autokefalicznego Kościoła Prawosławnego.

## Historia
Inicjatorem wzniesienia wolnostojącej cerkwi na cmentarzu w Pawłach był proboszcz parafii w Rybołach ks. Lew Markiewicz. Obiekt został wzniesiony w 1824 jako świątynia unicka (greckokatolicka). Początkowo jej patronem był greckokatolicki męczennik za wiarę św. Jozafat Kuncewicz, jednak w prasie cerkiewnej z 1858 znajduje się informacja o nowym wezwaniu – św. Jana Teologa (co związane było z konwersją na prawosławie po synodzie połockim w 1839). Wcześniej, w latach 40., budynek został wyremontowany, wymieniono wówczas znajdujący się w nim ikonostas. Remont kapitalny budynek przeszedł w 1869, za pieniądze parafian. W 1883, po kolejnej przebudowie, cerkiew została ponownie poświęcona. Znalazły się w niej nowe dzwony, zaś nad wejściem usytuowano cebulastą kopułę. Wzbogacane było również wyposażenie obiektu o świeczniki, zaś w 1901 o ikony św. Pantelejmona i Matki Bożej, napisane w monasterze św. Pantelejmona na Górze Athos. W 1911 obiekt został pokryty blachą cynkową.
W okresie bieżeństwa cerkiew została porzucona, co doprowadziło do zupełnej dewastacji jej wnętrza. Staraniem prawosławnych mieszkańców okolicy została jednak odnowiona w kolejnych latach. W 1964 Katalog zabytków sztuki w Polsce odnotował istnienie w niej zespołu zabytkowych ikon z XVIII i XIX wieku, w tym wizerunków Pantokratora, św. Jana Teologa, Matki Bożej, św. Pantelejmona, św. Izydora, św. Jerzego, św. Rozalii i św. Katarzyny Aleksandryjskiej. W latach 80. obiekt został zelektryfikowany, zaś w latach 90. przeszedł kolejny remont. W 1993 cerkiew padła ofiarą kradzieży, tracąc 9 ikon.
Świątynię wpisano do rejestru zabytków 26 października 1966 pod nr A-507.
Potężna burza, jaka przeszła przez Pawły w nocy z 19 na 20 lipca 2015, wyrządziła znaczne szkody na cmentarzu. Wiatr wiejący z prędkością ponad 100 km/h powalił wiele drzew, które uszkodziły znaczną liczbę nagrobków.